# Джил Мърфи
Джил Мърфи (на английски: Jill Murphy) е английска илюстраторка и писателка, авторка на бестселъри в жанровете фентъзи и детска литература.

## Биография и творчество
Джил Мърфи е родена на 5 юли 1949 г. в Лондон, Англия, в семейството на Ерик Едуин Мърфи, ирландски инженер, и Ирен Люис. От малка се увлича по писането и рисуването. Завършва Урсулинската гимназия „Уимбълдън“. Учи в художествената гимназия в Челси, художественото училище в Кройдън и школата по изкуство в Камбъруел. След дипломирането си работи една година като бавачка в Того, Западна Африка, и след това в продължение на четири години като такава в детски дом в Англия. През 1980 г. окончателно се посвещава на писателската си кариера.
Започва да пише първата си книга „Най-непохватната вещица“ докато посещава училищата в Челси и Кройдън, и продължава докато работи като бавачка. Дълго е отхвърляна от издателствата, до публикуването ѝ през 1974 г. от новото издателство „Алисън и Бусби“. Главната героиня Милдред Хъбъл се обучава за вещица в Академията на госпожица Какъл, но без особен успех – нейните заклинания винаги са грешни и не може да лети на метла, без да се блъсне в нещо. Всичко това поражда незабравими забавни истории. Книгата има бърз успех и става бестселър.
Поредицата ѝ „Най-непохватната вещица“ я прави световноизвестна. Екранизирана е в едноименните успешни телевизионни сериали и телевизионен филм.
Известна е и с поредицата си от илюстрирани книги „Голямото семейство“, която описва животът на едно семейство слонове.
Произведенията на писателката често са преведени на 19 езика и са издадени в над 5 милиона екземпляра по света.
Джил Мърфи живее в Лондон.

## Произведения

### Самостоятелни романи
- Geoffrey Strangeways (1985)
- Worlds Apart (1988)
- Jeffrey Strangeways (1992)
- The Last Noo-Noo (1995) – награда „Нестле“
- All Aboard (1996)
- All for One (2002)
- Dear Hound (2009)

### Серия „Най-непохватната вещица“ (The Worst Witch)
1. The Worst Witch (1974) 
, Най-непохватната вещица, фен-превод (2017)
2. The Worst Witch Strikes Again (1980)
3. A Bad Spell for the Worst Witch (1982)
4. The Worst Witch All at Sea (1993)
5. The Worst Witch Saves the Day (2005)
6. The Worst Witch to the Rescue (2007)
7. The Worst Witch and the Wishing Star (2013)
8. Fun with The Worst Witch (2014)
9. Three Cheers for the Worst Witch (2017)
10. First Prize for the Worst Witch (2018)

### Серия „Голямото семейство“ (Large Family)
1. Peace at Last (1980)
2. Five Minutes' Peace (1986)
3. All in One Piece (1987)
4. A Piece of Cake (1989)
5. A Quiet Night in (1993)
6. Mr. Large in Charge (2005)
7. Lester Learns a Lesson (2008)
8. Lucy Meets Mr Chilly (2008)
9. Grandpa in Trouble (2009)
10. Sebastian's Sleepover (2009)
11. My First Year at Nursery (2017)

### Екранизации
- 1986 The Worst Witch – ТВ филм
- 1998 – 2001 Най-непохватната вещица, The Worst Witch – ТВ сериал, 7 епизода
- 2017 The Worst Witch – ТВ сериал, 13 епизода